# NGC 2350
NGC 2350 je galaksija u zviježđu Malom psu.

## Vanjske poveznice
- SEDS: NGC 2350